# Dzwonek Scheuchzera
Dzwonek Scheuchzera (Campanula scheuchzeri Vill.) – gatunek rośliny z rodziny dzwonkowatych (Campanulaceae Juss.). Występuje tylko w górach Europy. W Polsce występuje tylko w Tatrach i Sudetach. Gatunek rzadki.

## Morfologia
PokrójRoślina o luźnym pokroju, nie tworząca darni czy kęp, a tylko bardzo luźne kępki.
ŁodygaPodnosząca się lub wzniesiona, kanciasta. Ma wysokość 5–30 cm i jest naga (drobne rzęski występują tylko na kantach). Pod ziemią rozgałęzione, pełzające kłącze.
LiścieLiście odziomkowe nerkowatosercowate, liście łodygowe bezogonkowe, równowąskie, całobrzegie.
KwiatyPojedyncze, lub zebrane po 2–3. Mają dużą, ciemnoniebiesko-fioletową koronę o średnicy 18–25 mm. Pączki kwiatowe są zwisające, pylniki nieco dłuższe od nitek pręcików.
OwoceTorebka.

## Biologia i ekologia
Bylina, hemikryptofit. Kwitnie od lipca do września. Liście odziomkowe wcześnie obumierają. Roślina wodosiewna. Owoce otwierają się i wysypują nasiona podczas deszczu.
Porasta wysokogórskie hale, wilgotne szczeliny i półki skalne. W klasyfikacji zbiorowisk roślinnych gatunek wyróżniający dla All. Polygono-Trisetion.

## Zagrożenia
Roślina umieszczona na Czerwonej liście roślin i grzybów Polski w grupie gatunków rzadkich, potencjalnie zagrożonych wyginięciem (kategoria zagrożenia R).

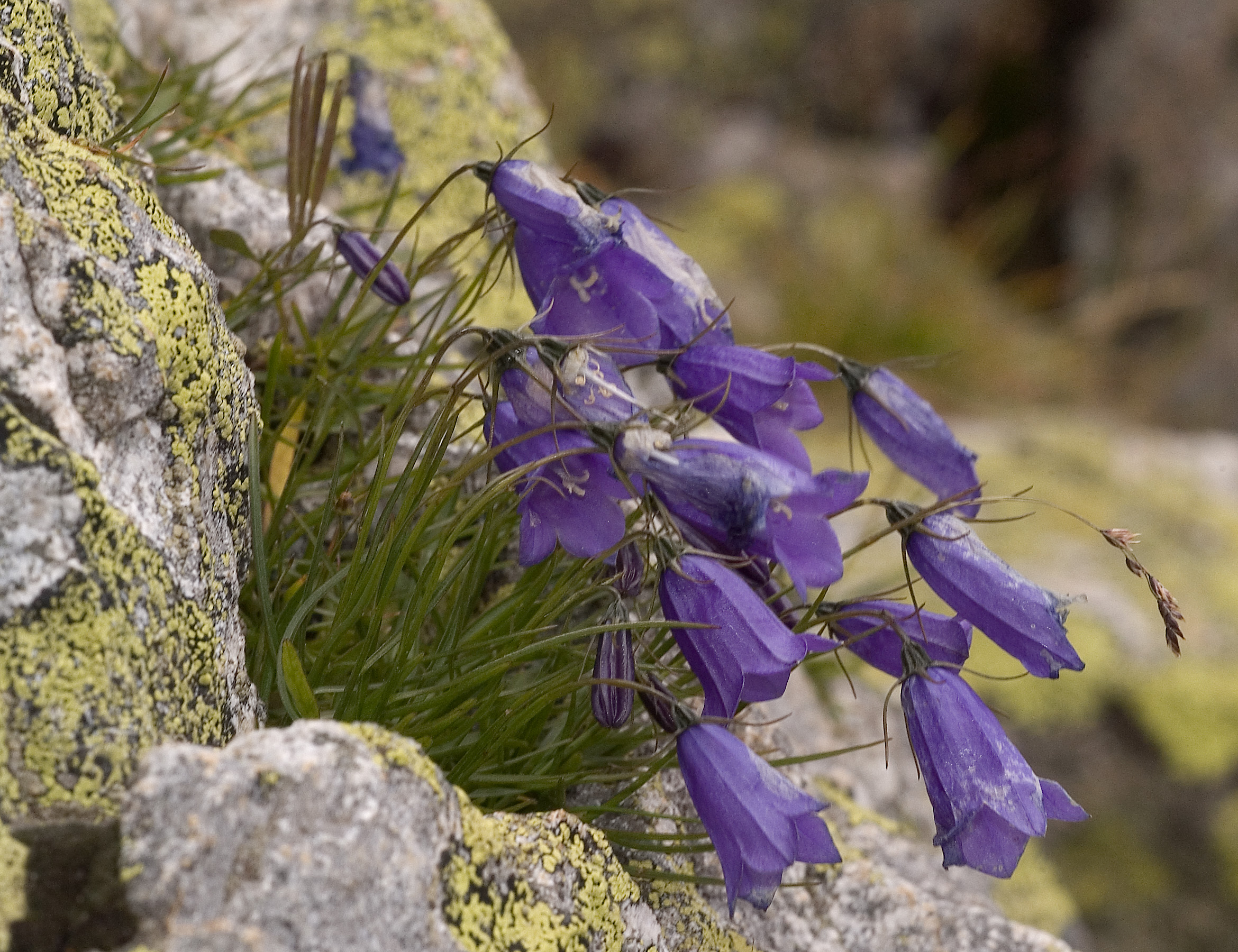
Kwitnący dzwonek Scheuchzera